# Surface Brightness Fluctuation
Die Methode der Surface Brightness Fluctuation (deutsche Übersetzung: Oberflächenhelligkeits-Fluktuation) ist eine sekundäre Methode der Entfernungsmessung für Galaxien und Kugelsternhaufen. Die Methode beruht darauf, dass bei Sternsystemen mit zunehmender Entfernung die Amplitude der Helligkeitsfluktuationen abnimmt, und erreicht für frühe Galaxientypen eine Genauigkeit von bis zu zwei Prozent.
Die Surface Brightness Fluctuation wird gemessen als die Varianz der Abbildung einer Galaxie, hervorgerufen durch die stochastische Verteilung der Leuchtkraft und der Anzahl von Sternen, die in ein aufgelöstes Bildelement fallen. Nach dem Abzug von Vorder- und Hintergrundquellen wird der mittlere Helligkeitsverlauf der Galaxie subtrahiert und von dem Ergebnis das Power Spectrum berechnet.
Die mittlere Amplitude der Helligkeitsschwankungen hängt ab von der Populationszusammensetzung der Galaxie, wobei bei elliptischen Systemen ohne Sternentstehung die höchste Genauigkeit erreicht wird.
In Abhängigkeit von der Wellenlänge tragen verschiedene Sternklassen den größten Anteil an der emittierten Strahlung, ihre Verteilung beeinflusst die erreichbare Genauigkeit der Surface Brightness Fluctuation-Methode:
- im UV die Sterne auf dem Horizontalast sowie die Post-AGB-Sterne
- im Optischen überwiegend die Roten Riesen
- im nahen Infrarot die AGB-Sterne.

Die Methode der Surface Brightness Fluctuation wird kalibriert anhand primärer Entfernungsmessungsmethoden wie
- der Perioden-Leuchtkraft-Beziehung von Cepheiden
- dem Tip of the Red Giant Branch
- Typ Ia-Supernova
- der Leuchtkraftfunktion planetarischer Nebel (Planetary Nebula Luminosity Function)
- oder anhand synthetischer Populationsberechnungen.

Die Genauigkeit konnte durch weltraumgestützte Beobachtungen, z. B. durch das Hubble-Weltraumteleskop, erheblich gesteigert werden, bei denen das atmosphärische Seeing unterdrückt wird. Die Methode kann heute für Entfernungen zwischen 10 und 150 Megaparsec verwendet werden. Jenseits dieser Entfernungen werden bei dem heute erreichbaren Auflösungsvermögen die Helligkeitsfluktuationen zu klein.